# Parafia św. Jakuba Apostoła w Lublinie
Parafia Świętego Jakuba Apostoła w Lublinie – parafia rzymskokatolicka w Lublinie, należąca do archidiecezji lubelskiej i Dekanatu Lublin – Południe. Została erygowana 1 stycznia 1398. Obejmuje ulice: Abramowicka, Barwna, Dominowska, Głuska, Handlowa, Miętowa, Miodowa, Nektarowa, Odległa, Parafialna, Podleśna, Powojowa, Przepiórcza, Sachsów, Wólczańska, Wygodna, Zdrowa, Zorza. Kościół parafialny został wybudowany w latach 1786–1790.